# Vysoká (Dalovice)
Vysoká (německy Hohendorf) je vesnice a část obce Dalovice v okrese Karlovy Vary v Karlovarském kraji. Leží dva kilometry severovýchodně od Karlových Varů v kotlině mezi Krušnými horami a Doupovskými horami v nadmořské výšce od 390–420 metrů.

## Historie
První písemná zmínka o vesnici  pochází z roku 1437. Na počátku 15. století se v Dalovicích stavěla nová tvrz dvorcového typu. Na její stavbu bylo třeba hodně dřeva, a tak se kácel les nad Vitickým potokem. O úrodnou půdu po vykáceném lese požádali majitele dalovického panství noví němečtí kolonisté, kteří si na jejím okraji postavili i své domy. Tato osada se stala pevnou součástí Dalovic. Poprvé se Vysoká jako samostatná obec uvádí roku 1655 při mapování majetku šlechty.[zdroj?]
Ve Vysoké žili od jejího založení až do roku 1945 většinou jen Němci, také se v minulosti nazývala Hohdorf, Hochdorf nebo Hohendorf. Po odsunu zůstalo v obci jen několik německých rodin.
Nachází se zde kaplička z roku 1895. Dříve tu bylo pohostinství a smíšené zboží. V roce 2003 tu byly postaveny domy s pečovatelskou službou. V části Vysoké je zahrádkářská kolonie Marakana.

## Obyvatelstvo
Při sčítání lidu v roce 1921 ve vsi žilo 459 obyvatel (z toho 229 mužů), z nichž byli tři Čechoslováci, 454 Němců a dva cizinci. Až na dva evangelíky a třináct lidí bez vyznání se hlásili k římskokatolické církvi. Podle sčítání lidu z roku 1930 měla vesnice 611 obyvatel: devět evangelíků, 599 Němců, jednoho příslušníka jiné národnosti a dva cizince. Kromě 135 lidí bez vyznání byli římskými katolíky.
| Rok            | 1869 | 1880 | 1890 | 1900 | 1910 | 1921 | 1930 | 1950 | 1961 | 1970 | 1980 | 1991 | 2001 | 2011 | 2021 |
| -------------- | ---- | ---- | ---- | ---- | ---- | ---- | ---- | ---- | ---- | ---- | ---- | ---- | ---- | ---- | ---- |
| Počet obyvatel | 225  | 271  | 313  | 411  | 566  | 459  | 611  | 207  | 290  | 244  | 228  | 226  | 229  | 261  | 292  |
| Počet domů     | 26   | 27   | 29   | 35   | 36   | 36   | 49   | 54   | 54   | 55   | 53   | 68   | 72   | 90   | 97   |

## Obecní správa
Při sčítání lidu v letech 1869–1890 Vysoká byla osadou obce Všeborovice v okrese Karlovy Vary. V letech 1900–1930 byla samostatnou obcí v okrese Karlovy Vary. Od roku 1952 do 31. prosince 1974 byl častí obce Dalovice, se kterým patřila nejprve do okresu Karlovy Vary-okolí, ale od roku 1960 opět v okrese Karlovy Vary. Od 1. ledna 1975 do 23. listopadu 1990  byl částí statutárního města Karlovy Vary v okrese Karlovy Vary. Od 24. listopadu 1990 je opět částí obce Dalovice v okrese Karlovy Vary.

## Doprava
Vysokou vede silnice I/13. Do obce zajíždí malý soukromý dopravce, ale o víkendu jsou lidé odkázáni na MHD ve středu Dalovic.

## Pamětihodnosti
- Kaple svaté Anny z roku 1903
- Měšťanský dům, Borská 113/18
- Dům čp. 10